# Windpark Bedesbach
Der Windpark Bedesbach ist ein Windpark im deutschen Bundesland Rheinland-Pfalz. Er umfasst 5 Windkraftanlage.

## Standort
Der Windpark befindet sich auf einer Hochfläche zwischen den Ortsgemeinden Bedesbach, Ulmet, Altenglan und Welchweiler. Er befindet sich unmittelbar neben dem benachbarten Windpark Welchweiler mit 3 kleineren Windkraftanlagen.

## Ertrag
Von den 17,25 MW Gesamtleistung liefert der Windpark im Durchschnitt 5,7 MW bei einer durchschnittlichen Windgeschwindigkeit von knapp 7 m/s in Nabenhöhe der Windkraftanlagen.
Der Windpark liefert im Jahr einen Ertrag von über 50.000 MWh und versorgt damit ca. 15.500 Zwei-Personen-Haushalte.

## Aufbau/Technik
Der Windpark Bedesbach wurde 2019/2020 errichtet und umfasst 5 Windkraftanlagen mit einer Gesamtleistung von 17,25MW.
| Anlagentyp         | Anzahl | Baujahr | Gesamthöhe | Rotor- durchmesser | Nabenhöhe | Leistung je Anlage |
| ------------------ | ------ | ------- | ---------- | ------------------ | --------- | ------------------ |
| Vestas V126-3.45MW | 3      | 2019    | 212 m      | 126 m              | 149 m     | 3450 kW            |
| Vestas V136-3.45MW | 2      | 2020    | 217 m      | 136 m              | 149 m     | 3450 kW            |